# Пілтдаунська людина

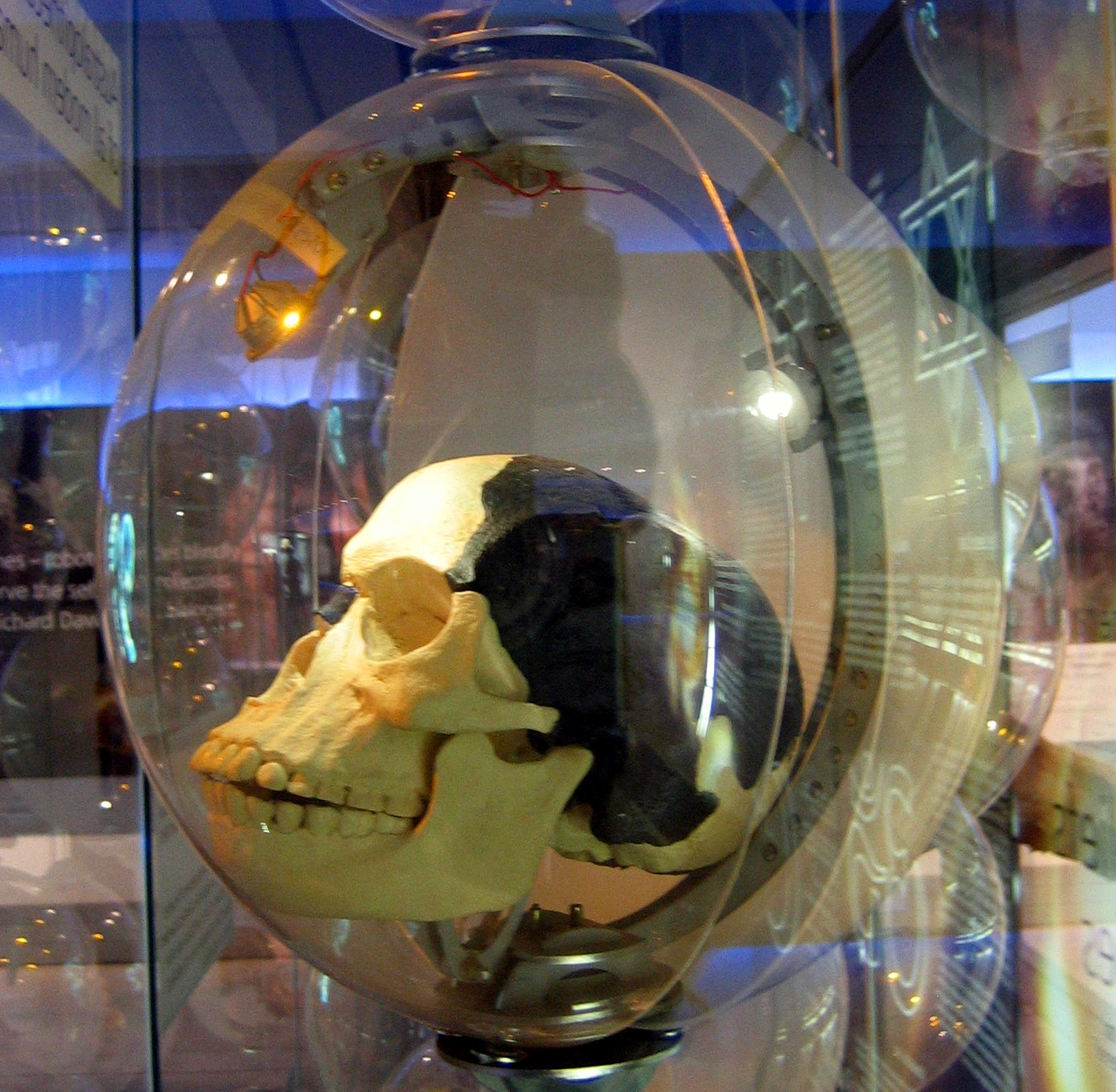
Копія черепа «пілтдаунської людини»

«Пілтда́унська люди́на» (англ. «Piltdown Man», лат. Eoanthropus dawsoni) — одна з найвідоміших археологічних містифікацій XX століття. Кісткові фрагменти (частина черепа та щелепа), виявлені у 1912 році в гравійному кар'єрі Пілтдауна (Східний Сассекс, Англія) були представлені, як скам'янілі рештки раніше невідомої стародавньої людини — «відсутньої ланки» в еволюції між мавпами та людиною. Зразок залишався об'єктом суперечок, аж доки в 1953 році, майстерну підробку все ж було викрито і встановлено, що то є череп повністю розвиненої сучасної людини, свідомо з'єднаний з трохи підпиляною нижньою щелепою орангутана.
18 грудня 2012 року таємниці «пілтдаунської людини» виповнилося вже 100 років, і з цієї нагоди в геологічному товаристві Лондона було проведено спеціальну конференцію. На ній історики, геологи та антропологи обговорювали суперечливі погляди сучасних вчених щодо знахідки та шляхи відновлення роботи з аналізу пілтдаунського матеріалу з використанням новітніх технологій, оскільки остаточно цю таємницю й досі не розкрито та достеменно не встановлено з яких мотивів та хто саме здійснив підробку. Хоча дослідження все ще тривають, вчені вважають, що вони зібрали достатньо доказів, щоб звузити перелік з більш ніж 15 підозрюваних, обвинувачених у шахрайстві, в тому числі відомого письменника Артура Конан Дойла, до однієї людини — Чарльза Доусона, археолога-аматора, який першим виявив кістки.

## Історія знахідки
15 лютого 1912 року Артур Сміт Вудворд (Arthur Smith Woodward), зберігач відділу геології Британського музею, отримав листа від археолога-аматора Чарльза Доусона (Charles Dawson). Той повідомляв про свою знахідку з гравійного кар'єру в Пілтдауні — частину масивного черепа людиноподібної істоти. У травні Сміт Вудворд взявся її дослідити й в результаті зробив висновок, що фрагмент належав досі невідомій стародавній людині та дав новому виду наукову назву «Eoanthropus dawsoni» (людина світанку Доусона). Разом з Доусоном, влітку він продовжив розкопки, знайшовши й інші свідчення існування стародавньої «пілтдаунської людини»: ще більше фрагментів черепа, щелепу з двома зубами, різноманітні скам'янілості тварин та примітивні кам'яні знаряддя праці.

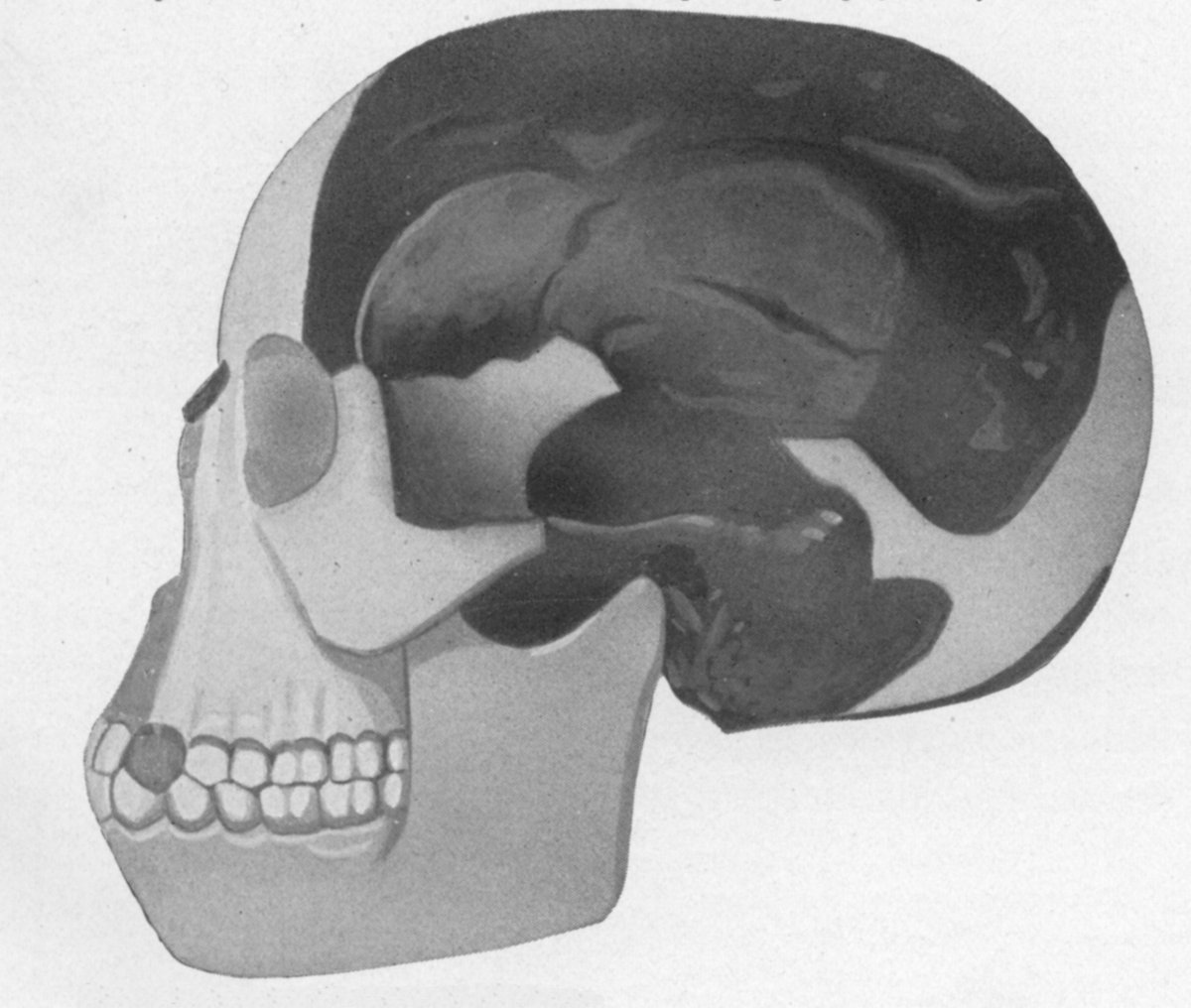
Реконструкція черепа «пілтдаунської людини» у виконанні А. С. Вудворда

Вважаючи, що знайдені рештки належали одній людині, Сміт Вудворд зробив реконструкцію черепа і 21 листопада 1912 року газета «Manchester Guardian» опублікувала статтю про «дивовижне відкриття в Сассексі», де, зокрема, вказувалося, що ймовірніше за все істота, якій належав череп, жила мільйон років тому і що це найбільш ранній слід людства, виявлений в Англії. Кілька тижнів по тому, 18 грудня 1912 року, на засіданні Лондонського геологічного товариства про відкриття «пілтдаунської людини» було оголошено світовій спільноті. Знахідка, заявлена, як «відсутня ланка» в еволюції між мавпами та сучасною людиною, стала справжньою сенсацією.
Під час презентації Доусон розповів історію відкриття. Зокрема про те, що сам череп знайшли, власне, робітники гравійного кар'єру, розбили його та розкидали уламки на дільниці. Наскільки це було можливо, більшість фрагментів згодом віднайшли. А крім того, неподалік від місця знахідки черепа, сам Доусон виявив половину нижньої людської щелепи. Ще було знайдено два уламки кутнього зуба слона пліоценової епохи і дуже сплющений кінчик зуба мастодонта — це окрім зубів гіпопотама, бобра та коня, фрагмента рогу оленя.
Після Доусона виступив Сміт Вудворд зі своїми висновками щодо знайденого. Він змістовно доповів про будову черепа, при цьому зазначивши, що той має всі основні риси роду Homo та об'єм мозку не менше 1070 см3. У промові, ілюстрованій діапозитивами та схемами, Вудворд зробив припущення, що зразок належить особі жіночої статі, обґрунтував свою думку про те, що її можна розглядати як представника досі невідомого виду Homo та запропонував нову назву для нього.
У подальшій довготривалій дискусії вчені звернули увагу на те, що форма знайденого черепа, будова вуха та скронево-нижньощелепного суглоба характерні для істоти, протилежній людиноподібному типу, на відміну від неандертальців. З іншого боку, тоді шия мала бути приземкувата та «мавпоподібна», а підборіддя виступає, як у собаки.
«Ніхто не зробив жодних наукових тестів. Якби зробили, то відразу б помітили хімічне зістарення зубів та те, що вони підточені. Було очевидно, що це несправжній артефакт. У вищих наукових колах прийняли його, бо дуже того хотіли».
Попри це та інші наявні розбіжності, більшість науковців підтримали відкриття Чарльза Доусона. За припущеннями, це відбулося через те, що на той час у палеонтології Великої Британії був застій і її практики, від безвиході, хотіли вірити у те, що нарешті з'явилася унікальна та неоціненна знахідка. Розкопки в печері Кро-Маньйон Франції, ущелині Неандерталь та в Гайдельберзі Німеччини дали світу дивовижні знахідки стародавніх людей. У Великій Британії ж не було зовсім нічого, а пілтдаунське відкриття давало вченим те, чого вони прагнули — «найпершого англійця» і доказ того, що й Англія була важливою ланкою у формуванні нашого виду.
Чарльз Доусон продовжив розкопки зі своїм другом, священником єзуїтом П'єром Тейяром де Шарденом, який навчався палеонтології та геології. Саме він 30 серпня 1913 року і знайшов ікло, яке, на думку Сміта Вудворда, безперечно належало виявленій раніше щелепі. Згодом, 1914 року, було знайдено ще один артефакт — стародавнє знаряддя праці, вирізане з кістки викопного слона. Довершила картину остання знахідка, зроблена Доусоном на початку 1915 року на відстані близько двох миль від попередніх, в Шеффілдському парку, — два скам'янілі уламки людського черепа та кутній зуб, які, за його припущенням, належали ще одній особині Eoanthropus dawsoni. Трохи згодом він ще, начебто, виявив частину нижнього кутнього зуба представника досі невизначеного виду носорогів. Інформацію про знайдене Сміт Вудворд оприлюднив не відразу, а набагато пізніше — в 1917 році, через п'ять місяців після смерті Доусона від сепсису в серпні 1916 року. Після цього ніяких інших доказів існування «пілтдаунської людини» вже ніколи виявлено не було.

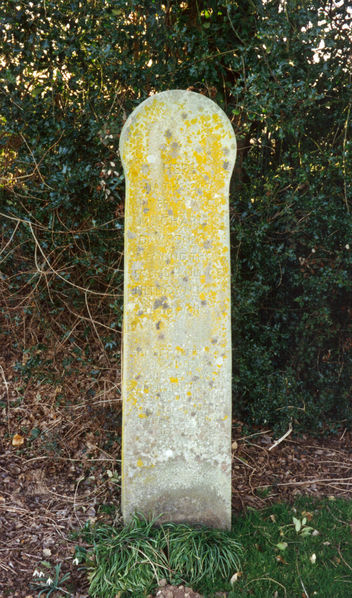
Меморіал на місці знахідки черепа «пілтдаунської людини»

24 липня 1921 року Британський музей відвідав президент Американського музею природознавства Генрі Файрфілд Осборн, який до того мав великі сумніви щодо цінності відкриття. Але, оглянувши пілтдаунські знахідки, він також визнав їх, зізнавшись: «Яким би парадоксальним це не було, а проте це правда…».
На місці знахідки Чарльза Доусона, в Пілтдауні, 23 липня 1938 року, було встановлено меморіальний камінь. Під час його відкриття британський антрополог Артур Кіт (Arthur Keith), який свого часу був одним із головних скептиків, виступив з промовою. Він зазначив, що це велика честь для нього та наголосив на важливості роботи Чарльза Доусона.

## Викриття
Від самого початку реконструкція черепа «пілтдаунської людини» у виконанні Сміта Вудворда викликала багато сумнівів. Зокрема, Артур Кіт ще під час першої презентації 18 грудня 1912 року висловив думку про те, що скронево-нижньощелепний суглоб черепа подібний до суглоба сучасної людини й мавпоподібне ікло не може бути сумісним з ним. Згодом, у червні 1913 року, зі зліпків пілтдаунських фрагментів, які надійшли до Музею Англійського королівського хірургічного коледжу, він самостійно змоделював череп і виявив, що черепній порожнині у реконструкції Сміта Вудворда ще до того ж і не додано щонайменше 250—300 см3. А. Кіт виклав свої міркування спочатку у вузькому колі вчених, серед яких був і його давній друг, професор анатомії з Манчестера, Графтон Еліот Сміт (Grafton Elliot Smith). Але єдиним кого він зміг тоді переконати, був британський зоолог Едвін Рей Ланкастер (Edwin Ray Lankester). Це не зупинило Артура Кіта і він, відстоюючи свою думку, вказав на анатомічні невідповідності у реконструкції Вудворда закордонним вченим, учасникам Міжнародного медичного конгресу, що проходив у серпні 1913 року в Лондоні, та надрукував відповідний матеріал у «The Times». Такі дії викликали обурення наукової спільноти Великої Британії, а Еліот Сміт розірвав дружбу з Кітом.
Втім, пізніше до Артура Кіта приєднався анатом Девід Вотерстон (David Waterston), який 13 листопада 1913 року висловив свої критичні зауваження щодо пілтдаунської знахідки у публікації журналу «Nature» та зробив висновок, що щелепа практично ідентична шимпанзе, а фрагменти черепа по суті мають людський вигляд, а тому було б нелогічним вважати, що вони могли належати одній особині.
У 1915 році американський зоолог Геріт Сміт Мілер опублікував результати детальнішого вивчення зліпків пілтдаунських зразків із висновком про те, що щелепа належить викопному шимпанзе. Згодом така точка зору отримала значну підтримку і серед інших вчених, зокрема у французького палеонтолога Марселіна Буля (Marcellin Boule).
І зрештою, в 1923 році німецький анатом Франц Вейденрейх (нім. Franz Weidenreich), проаналізувавши рештки, повідомив, що це череп сучасної людини та щелепа орангутана з підпиляними зубами.
Окрім того, жодні рештки стародавніх людей, знайдені в наступні роки в Африці, Китаї, Індонезії, інших частинах Азії та Європі, не свідчили про наявність великого мозку та мавпоподібної щелепи, як у «пілтдаунської людини». Навпаки, наводили на думку про те, що спочатку щелепа та зуби набули людиноподібного вигляду, а вже потім значно розвинувся й мозок. Коли розбіжностей стало занадто багато, щоб їх можна було ігнорувати, та з'явилися нові методи досліджень, пілтдаунські рештки почали знову аналізувати.
У 1949 році англійський антрополог Кеннет Оклі (англ. Kenneth Page Oakley) провів серію тестів із фторного аналізу знайдених скам'янілостей, який показав, що знахідкам, ймовірно, не більше 50 000 років. Після цього, для більш ретельного вивчення матеріалів, до Оклі приєдналися представники Оксфордського університету: антрополог Вілфрід ле Грос Кларк (Wilfrid Le Gros Clark) та анатом Джозеф Вайнер (Joseph Weiner). Спільними зусиллями вони з'ясували, що пілтдаунські фрагменти черепа та щелепи належали двом різним видам — людині та мавпі, ймовірніше за все, орангутану. Подряпини на поверхні зубів, які видно під мікроскопом, вказали на те, що вони були підточені знизу, щоб більше бути схожими на людські. Вчені також виявили, що більшість знахідок з пілтдаунського кар'єру були штучно зістарені та забарвлені під колір місцевого гравію. З усього цього вони зробили висновок, що «пілтдаунська людина» — це зухвала підробка та вишуканий науковий обман, про що й повідомили суспільство 30 листопада 1953 року публікацією у «The Times».

## Складові знахідки
Як з'ясувалося з часом, для містифікації про «пілтдаунську людину» було створено цілу низку фальшивих археологічних знахідок.
| Фрагменти черепа                         | Усього було знайдено 5 фрагментів черепа. Їхнє коричневе забарвлення пояснили наявністю заліза в гравійному кар'єрі.                                                                                     | На сьогодні вважається, що фрагменти були штучно забарвлені з використанням сульфату заліза і їхній вік становить лише близько 1 тис. років.                                                                           |
| Щелепа та зуби                           | Сама щелепа не схожа на людську, але у поєднанні із зубами зовнішньо подібна до щелепи, знайденої у 1907 році у Гейдельберзі й датованої 500 тис. років тому.                                            | У 1953 році з'ясувалося, що щелепа і зуби ймовірно належали орангутану, а також, що зуби були підточені, щоб бути близькими до людських.                                                                               |
| Ікло                                     | Ікло, знайдене у серпні 1913 року, за розміром було середнім між мавпячим і людським, а отже підтвердило статус «пілтдаунської людини», як проміжної ланки в еволюції. Також мало коричневе забарвлення. | У 1955 році тести підтвердили, що ікло, ймовірно, було пофарбовано пігментом, відомим як коричневий вандейк. |
| Реконструйований череп                   | Реконструкції черепа, зроблені з аналогічних фрагментів Смітом Вудвордом та Артуром Кітом, значно відрізнялися і стали об'єктом тривалих суперечок у наукових колах.                                     | У 1953 році було виявлено, що знахідкам значно менше років, аніж передбачалося, а також, що фрагменти черепа та щелепи належать двом різним видам.                                                                     |
| Знаряддя праці                           | Знайдений у 1914 році уламок кістки викопного слона з ознаками обробки людиною був представлений як знаряддя праці для риття.                                                                            | Наразі встановлено, що знаряддя було виготовлене за допомогою сталевого ножа. |
| Кам'яні знаряддя та скам'янілості тварин | Знайдені численні зуби тварин та знаряддя праці з кременя стали доказом того, що «пілтдаунська людина» працювала з використанням інструментів та вказали на її раціон харчування.                        | У 1953 році за допомогою тестів з'ясували, що знахідки походять не з Пілтдауна, а кремені штучно забарвлені. Також викликало підозри те, що за такої кількості зубів викопних тварин, не знайдено жодних інших кісток. |

## Підозрювані

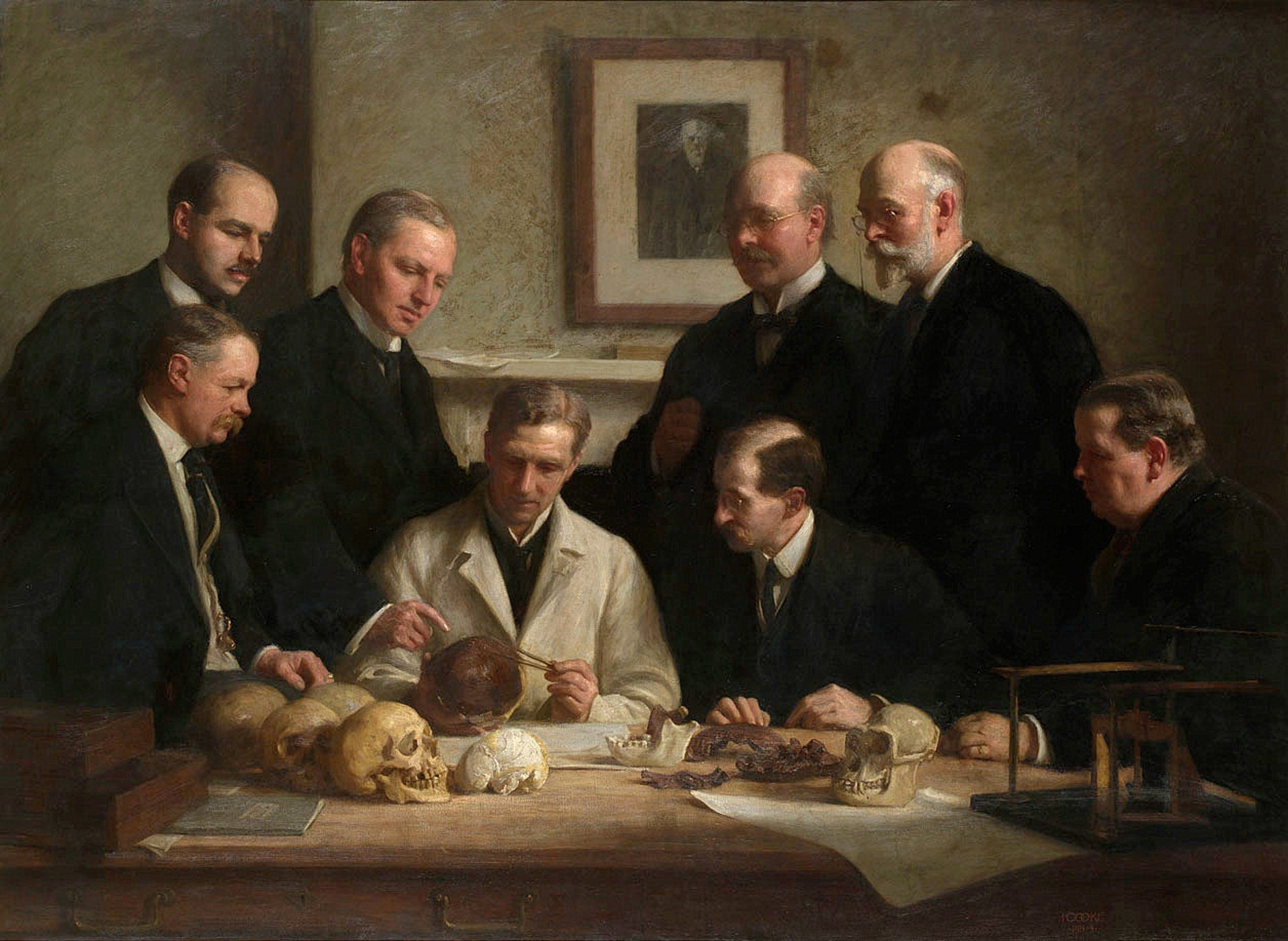
Портрет основних дійових осіб пілтдаунської історії на тлі портрета Чарльза Дарвіна (Джон Кук, 1915). У центрі А. Кіт (сидить, у білому халаті); ліворуч від нього Ч. Доусон і А. С. Вудворд (стоять), А. С. Андервуд (сидить); праворуч від А.Кіта — Ф. О. Барлоу та Г. Е. Сміт (стоять), В. П. Пайкрафт та сер Р. Ланкастер (сидять).

Досі остаточно не встановлено, хто саме та з яких мотивів здійснив підробку «пілтдаунської людини». Ключовими підозрюваними вважаються: Чарльз Доусон, Артур Сміт Вудворд, П'єр Тейяр де Шарден, Мартін Гінтон, Артур Конан Дойл.
- Чарльз Довсон (1864—1916) — адвокат та археолог-аматор, який власне і виявив перші фрагменти «пілтдаунської людини», головний підозрюваний. Припускається, що він міг діяти як самостійно, так і разом зі спільниками. Після його смерті жодних інших доказів на користь «пілтдаунської людини» знайдено не було. Навіть більше, Доусон за роки свого життя знайшов і багато інших скам'янілостей, і, щонайменше 38 з них, згодом теж визнали фальшивками. Археолог Майлз Расселз, який досліджував життя та діяльність Чарльза Доусона, дійшов такого висновку про нього[8]:

| Ліві лапки | Пілтдаун був не «одноразовою» містифікацією, а скоріше кульмінацією роботи всього життя | Праві лапки |

- Сер Артур Сміт Вудворд (1864—1944) — палеонтолог, хоронитель відділу геології Британського музею, член Лондонського королівського товариства. Він презентував «пілтдаунську людину» світовій спільноті, хоча недостатньо добре знався на цьому — його основною спеціалізацією були викопні риби. Після виходу на пенсію в 1924 році, він переїхав до Сассексу і продовжив розкопки у пошуках доказів на користь «пілтдаунської людини». Сміт Вудворд мав можливість здійснити шахрайство, але в це мало хто вірить[22].

- Мартін Гінтон (1883—1961) — зоолог-волонтер, працював зі Смітом Вудвордом у Британському музеї, коли було знайдено пілтдаунські рештки. У музеї завжди існувало припущення, що здійснити обман міг хтось із його власних працівників, з помсти Вудворду. І, як відомо, у Гінтона була суперечка зі Смітом Вудвордом щодо несплаченої винагороди за свою роботу. Підозра впала на зоолога після знахідки 1978 року. На горищі, над приміщенням, яке Мартін Гінтон, обіймаючи посаду зберігача зоології музею, займав у період з 1936 по 1945 роки, було знайдено його стару скриню. У ній виявили кістки та зуби, зістарені та забарвлені аналогічно пілтдаунським, а деякі вирізані таким чином, як і знайдене свого часу стародавнє знаряддя праці з кістки викопного слона. Ще декілька зістарених зубів були в Гінтоновій старій бляшанці для тютюну[23][22]. У зв'язку з цим наразі існує декілька версій щодо Мартіна Гінтона, а саме:

 — існувало два містифікатори — Довсон і Гінтон, які працювали окремо і Гінтон був автором підробки знаряддя праці з кістки викопного слона, яке навмисне підкинув вченим, щоб викликати недовіру до «пілтдаунської людини»;
 — Гінтон підозрював Сміта Вудворда і самостійно досліджував можливості штучного зістарення та фарбування кісток;
 — Гінтон був співучасником тих подій і допомагав у виготовленні пілтдаунських підробок.
- П'єр Тейяр де Шарден (1881—1955) — священик-єзуїт, який навчався палеонтології та геології, допомагав Доусону та Вудворду у пілтдаунських розкопках і знайшов там ікло до нижньої щелепи. Підозрювати де Шардена у причетності до обману почав у 1979 році відомий американський палеонтолог Стівен Гулд. Ретельно вивчивши листи священника, він виявив низку невідповідностей та непослідовностей у його висловлюваннях щодо пілтдаунських знахідок. За припущеннями Стівена Гулда, П'єр Тейяр де Шарден знав про фальшивки Доусона або, навіть, допомагав у їхньому створенні[25].

«То були часи, коли палеонтологія заслужила бути предметом жартів або підозр».
У 2012 році південноафриканський палеонтолог Френсіс Текерей (Francis Thackeray) зробив припущення, що Теяр де Шарден був одним із містифікаторів у справі «пілтдаунської людини», але мав на меті просто жарт, який, втім, наукова спільнота сприйняла цілком серйозно. Текерей також стверджує, що існує лист про пілтдаунські знахідки, написаний де Шарденом, і що лист зберігається в банку із вказівкою про оприлюднення лише після смерті всіх осіб, причетних до відкриття.
Разом з тим є прихильники версії того, що П'єр Тейяр де Шарден був «жертвою» і що його ошукали, як і всіх інших.
- Ну, а кістки?
- Першу він витяг з рагу, другу змайстрував власними руками. Потрібні тільки деяка кмітливість та знання справи, а тоді все що завгодно сфальсифікуєш – і кістку й фотографічний знімок.
- А може, дикун вирішив утяти з нами милий жарт? – сказав Саммерлі. – З таких елементарних розваг, імовірно, починається розвиток людини.
- Сер Артур Конан Дойл (1859—1930) — автор «Загубленого світу» та «Шерлока Холмса», колишній лікар і колекціонер скам'янілостей. Він свого часу жив поряд з Пілтдауном і був знайомий з Чарльзом Доусоном. Дослідники виявили багато точок дотику між вигаданими пригодами у «Загубленому світі» та пілтдаунським обманом. При цьому роман було надруковано задовго до оприлюднення Доусоном знахідки, і не виявлено жодних підтверджень того, що письменник відвідував пілтдаунські розкопки раніше тієї дати (Дойл закінчив роман і відіслав його у видавництво в грудні 1911 року, у квітні 1912 р. він вже вийшов з друку, а Доусон зробив офіційну заяву щодо відкриття лише в грудні 1912 року). Це наштовхнуло дослідників на думку про те, що Конан Дойл був причетний до пілтдаунської справи, або, навіть, більше: що саме він і є автором містифікації[32].

Одним з ймовірних мотивів Конан Дойла дослідники вважають помсту науковій спільноті. Письменник захоплювався спіритизмом і це призвело до його конфлікту з наукою та протистояння з представниками протилежних поглядів — матеріалістами, або, як їх називав сам Дойл, «деструктивними та зарозумілими еволюціоністами». Шахрайство з «пілтдаунською людиною» і подальше його викриття мало принизити та поставити під сумнів професіоналізм вчених і, взагалі, всю їхню діяльність та переконання. Але разом з тим захисники Конан Дойла доречно зауважують, що якщо це справді так, то тоді з його боку нелогічно було мовчати й не оголосити про свій тріумф.

## Хронологія
- 1908 — знайдено перші фрагменти черепа «пілтдаунської людини», або принаймні так стверджує Чарльз Доусон.
- 1911 — Доусон знаходить решту фрагментів черепа, а також різноманітні скам'янілості тварин, кам'яні знаряддя праці.
- 1912 — 14 лютого Доусон пише листа Сміту Вудворду щодо перших фрагментів черепа.
- 1912 — 24 травня Чарльз Доусон зустрічається зі Смітом Вудвордом і показує йому знахідки.
- 1912 — 2 червня Доусон, Вудворд та де Шарден розпочали розкопки в Пілтдауні та знайшли ще один фрагмент черепа.
- 1912 — влітку знайдено щелепу з кутніми зубами.
- 1912 — 21 листопада газета «Manchester Guardian» опублікувала статтю про пілтдаунські знахідки.
- 1912 — 18 грудня на засіданні Лондонського геологічного товариства офіційно оголошено про відкриття «пілтдаунської людини».
- 1913 — 30 серпня П'єр Тейяр де Шарден знаходить ікло.
- 1913 — 13 листопада Девід Вотерстон у журналі «Nature» опублікував свій висновок про те, що щелепа належить шимпанзе, а фрагменти черепа — людині.
- 1914 — знайдено стародавнє знаряддя праці, вирізане з кістки викопного слона.
- 1915 — Доусон знаходить в Шеффілдському парку фрагменти черепа та кутнього зуба ще однієї особини Eoanthropus dawsoni.
- 1915 — Геріт Сміт Мілер опублікував свій висновок про те, що щелепа належить викопному шимпанзе.
- 1916 — 10 серпня від сепсису помирає Чарльз Доусон.
- 1917 — Сміт Вудворд оприлюднює інформацію про знайдені фрагменти ще однієї особини Eoanthropus dawsoni.
- 1921 — 24 липня Генрі Файрфілд Осборн оглянув пілтдаунські знахідки й визнав їх.
- 1923 — Франц Вайденрайх повідомив, що знайдений череп належав сучасній людині, щелепа — орангутану, і що зуби було підпиляно.
- 1938 — 23 липня на місці знахідки Чарльза Доусона, в Пілтдауні, встановлено меморіальний камінь.
- 1944 — 2 вересня вмирає Сміт Вудворд.
- 1949 — Кеннет Оклі проводить серію тестів із фторного аналізу знайдених скам'янілостей і доводить, що пілтдаунським знахідкам не більше 50 000 років.
- 1953 — Вілфрід ле Грос Кларк, Джозеф Вайнер та Кеннет Оклі викривають пілтдаунський обман.
- 1953 — 21 листопада Лондонський музей природознавства офіційно оголошує, що «пілтдаунська людина» — це містифікація.
- 2003 — Майлз Расселз викриває й інші археологічні підробки Чарльза Доусона.

## Вплив на подальші дослідження антропогенезу
Містифікація про «пілтдаунську людину» мала істотний вплив на ранні дослідження еволюції людини. Зокрема, вона змусила піти хибним шляхом та дала підтвердження чинній на той час в наукових колах теорії про те, що першим мав місце розвиток мозку, а після нього розвинулася й щелепа, адаптувавшись до нових видів їжі. Разом з тим, скам'янілості стародавніх людей, виявлені в інших регіонах, свідчили про зворотне: вдосконалення органів та будови тіла передувало збільшенню об'єму мозку. І через це протягом кількох десятиліть вчені не могли остаточно дійти згоди на користь однієї з версій.

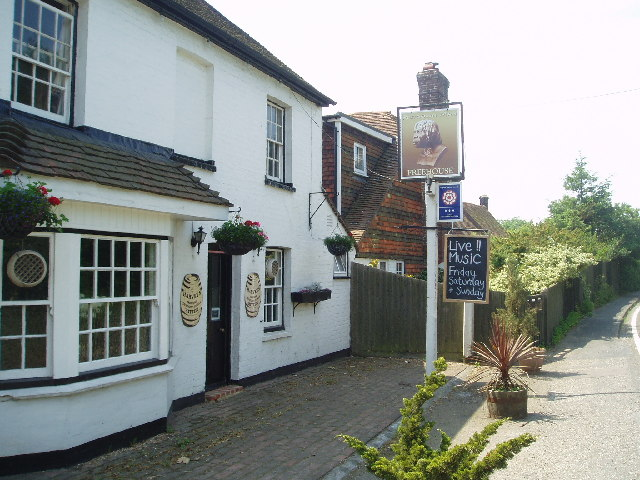
Наразі вже колишній паб «Piltdown Man» у Пілтдауні

Взагалі, на дослідження та дебати навколо «пілтдаунської людини» витратили величезну кількість часу та зусиль, за оцінками на цю тему було написано більше ніж 250 статей. Але наразі інтерес вщух і саме місце знахідки, яке колись вважалося одним із найважливіших в еволюційній історії, теж вже не має такої популярності, як раніше. Навіть місцевий паб, який до того мав назву «Piltdown Man», у 2011 році змінив власників, інтер'єр та меню, а головне відновив стару назву — «Lamb» (Ягня), і за оцінками фахівців ці зміни були на краще. Одним із проявів іронічного ставлення сучасників, зокрема і самих британців, до цієї теми є використання музикантом Майком Олдфілдом в одному зі своїх найпопулярніших альбомів «Tubular Bells» співу «пілтдаунської людини». Про це було зазначено у переліку інструментів та учасників, а сам спів полягав у кричанні та верещанні у мікрофон. Як зауважив Джозеф Вайнер, один із викривачів містифікації:
| Ліві лапки | «Пілтдаунська людина» втратила своє місце у пристойному суспільстві | Праві лапки |

## Сучасні дослідження
Після конференції в Лондонському геологічному товаристві, проведеної 18 грудня 2012 року з нагоди 100-ї річниці відкриття, група з 15 вчених розпочала дослідження пілтдаунських знахідок з використанням новітніх технологій. Планується, що тести триватимуть декілька місяців і допоможуть точно встановити, яким саме видам належать частини черепа, де вони перебували до розкопок і який їхній справжній вік. Також вчені сподіваються нарешті виявити автора містифікації.
Так, за допомогою аналізу ДНК вчені планують точно визначити якому саме виду належать пілтдаунські рештки, зокрема чи фрагменти щелепи від орангутана, адже сьогодні геном цього біологічного виду вже відомий. Вивчення ізотопів окремих елементів знахідки може вказати на місце їхнього походження, а радіовуглецеве датування має показати реальний вік зразків.
Також за допомогою сучасних методів сподіваються встановити особистість містифікатора. Спектроскопія штучно зістарених фрагментів укаже які саме хімічні речовини для цього було використано. І якщо для всіх елементів застосовувався один і той же метод, то злочинець, ймовірніше за все, — Чарльз Довсон, оскільки останні рештки з Шеффілдського парку знайшов він самостійно. Якщо ж з'ясується, що методи були різні, то причетним може бути й Мартін Гінтон (після смерті у нього виявили більше десятка кісток та зубів, пофарбованих аналогічно пілтдаунським), а також П'єр Тейяр де Шарден (знайшов ікло до щелепи).